# Nucleus preopticus
Der Nucleus preopticus (auch Nucleus praeopticus, Syn. Nucleus anterior) ist ein Kerngebiet im Zwischenhirn. Der Kern liegt oberhalb des Nucleus suprachiasmaticus in der vorderen Region des Hypothalamus. Der Nucleus preopticus ist an der Steuerung der Sexualität und des Fettstoffwechsels beteiligt. Das Kerngebiet erhält Afferenzen aus der Stria terminalis und der Amygdala. 
Bei Männern ist er doppelt so groß wie bei Frauen. Darüber hinaus spielt er eine bedeutende Rolle für die Synchronisation der NREM- und REM-Schlafphasen mit dem thalamokortikalen Bewusstseinsystem. Über die Kontrolle von aminergen Hirnstammneuronen verhindert er das zeitgleiche Auftreten der unvereinbaren Zustände Tiefschlaf und Wachheit.